# Rocco Chinnici
Pour les articles homonymes, voir Chinnici.
Rocco Chinnici, né le 19 janvier 1925 à Misilmeri et mort le 29 juillet 1983 à Palerme, est un magistrat italien anti-mafia tué par la Mafia lors d'un attentat à la voiture piégée à Palerme.

## Biographie

### Formation et entrée dans le système judiciaire
Né à Misilmeri sur l'île de la Sicile, Rocco Chinnici est diplômé en droit à l'université de Palerme en 1947 et a commencé à travailler en tant que magistrat en 1952 à Trapani. En 1966, il s'installe au parquet de Palerme.

### Assassinat
Le 29 juillet 1983, un attentat à la voiture piégée à Palerme provoque la mort de Rocco Chinnici, de deux de ses gardes du corps, Mario Trapassi (it) et Salvatore Bartolotta (it), et du concierge de l'immeuble de son appartement, Stefano Li Sacchi, qui quittait son domicile pour aller travailler. La bombe a été déclenchée par le célèbre assassin de la mafia Pino Greco, sur les ordres de son oncle Michele Greco. Michele Greco a par la suite été condamné à l'emprisonnement à vie pour avoir commandité, sous les ordres de Salvatore Riina, l'assassinat de Rocco Chinnici.
Il est remplacé en tant que Procureur en Chef par Antonino Caponnetto.

## Postérité et honneurs
En 2018, Michele Soavi réalise le téléfilm Rocco Chinnici - È così lieve il tuo bacio sulla fronte qui est diffusé sur la Rai 1 en janvier, avec Sergio Castellitto dans le rôle de Rocco. Ce téléfilm est réalisé d'après le livre éponyme écrit par sa fille, la magistrate Caterina Chinnici, en hommage à son père.

## Biographie
- Leone Zingales, Rocco Chinnici, l'inventore del pool antimafia, Edizioni Limina, 2006